# (26981) 1997 UJ15
1997 يو جاي 15 (ويعرف أيضًا باسم (26981) 1997 يو جاي 15 وفق تسمية الكوكب الصغير) (بالإنجليزية: 1997 UJ15)‏ هو كويكب ضمن حزام الكويكبات؛ وترتيبه 26981 من حيث الاكتشاف.
اكتُشف هذا الجُرم الفلكي بواسطة Stephen P. Laurie ‏ في 25 أكتوبر 1997.

## وصلات خارجية
- (26981) 1997 UJ15 في قاعدة بيانات مختبر الدفع النفاث لأجرام النظام الشمسي الصغيرة

- الاكتشاف · مخطط المدار ·  العناصر المدارية · المعلمات المادية

- (26981) 1997 UJ15 على موقع ويكي سكاي: DSS2, SDSS, GALEX, IRAS, Hydrogen α, X-Ray, Astrophoto, Sky Map, Articles and images